# 牙買加虹蚺
牙買加虹蚺（學名：Epicrates subflavus）是分佈在牙買加的一種虹蚺屬，現時並沒有確認的亞種。

## 特徵
牙買加虹蚺可以生長達2米長。

## 分佈及棲息地
牙買加虹蚺分佈在牙買加，包括山羊島。牠們喜歡棲息在潮濕的石灰岩森林。

## 保育狀況
牙買加虹蚺被世界自然保護聯盟列為易危。由於棲息地被破壞及減少，令牠們易於被捕殺，估計牠們在未來的10年或3代數量會下降20%。

## 外部連結
- TIGR Reptile Database上的Epicrates subflavus